# Peter Kiwitt
Peter Kiwitt, eigentlich Alfred Georg Kiwit (* 4. Dezember 1904 in Oberhausen; † 10. März 1969 in Berlin) war ein deutscher Schauspieler.

## Leben
Peter Kiwitt erhielt in Düsseldorf seine künstlerische Ausbildung, hier hatte er auch 1924 seine ersten Auftritte. In den 1930er Jahren wirkte er an Theatern in Berlin, wo er auch für mehrere Filme engagiert wurde. Nach dem Zweiten Weltkrieg verlegte er seinen Wirkungskreis wieder nach Düsseldorf. Von 1955 bis 1962 war er Mitglied am Berliner Ensemble und wechselte dann zur Volksbühne Berlin, der er bis zu seinem Tod 1969 angehörte. Einen großen Teil seiner Bekanntheit erzielte er durch seine Mitwirkung in zahlreichen DEFA-Filmen.

## Filmografie
- 1936: Wenn wir alle Engel wären
- 1936: Susanne im Bade
- 1937: Togger
- 1956: Der Hauptmann von Köln
- 1957: Betrogen bis zum jüngsten Tag
- 1957: Berlin – Ecke Schönhauser…
- 1957: Spielbank-Affäre
- 1958: Der Prozeß wird vertagt
- 1958: Das Lied der Matrosen
- 1959: Ware für Katalonien
- 1959: Weimarer Pitaval: Der Fall Wandt (Fernsehreihe)
- 1959: Musterknaben
- 1960: Der schweigende Stern
- 1960: Einer von uns
- 1960: Das Leben beginnt
- 1960: Die schöne Lurette
- 1961: Steinzeitballade
- 1962: Die schwarze Galeere
- 1962: Die Jagd nach dem Stiefel
- 1963: Jetzt und in der Stunde meines Todes
- 1963: Geheimnis der 17
- 1965: Engel im Fegefeuer
- 1965: … nichts als Sünde
- 1966: Die Jagdgesellschaft (Fernsehfilm)

## Theater
- 1955: Alexander Ostrowski: Die Ziehtochter oder Wohltaten tun weh (Poatpytsch) – Regie: Angelika Hurwicz (Berliner Ensemble)
- 1957: Bertolt Brecht: Leben des Galilei (Kurator) – Regie: Erich Engel (Berliner Ensemble)
- 1968: William Shakespeare: Die lustigen Weiber von Windsor (Friedensrichter) – Regie: Harald Engelmann/Hans-Joachim Martens/Volkmar Neumann (Volksbühne Berlin)

## Hörspiele
- 1965: Gisela Richter-Rostalski: Eine italienische Familie (Tossano) – Regie: Flora Hoffmann (Kinderhörspiel – Rundfunk der DDR)
- 1965: Margarete Jehn: Der Bussard über uns (Sandmann) – Regie: Fritz Göhler (Hörspiel – Rundfunk der DDR)

## Synchronisation
| Film                       | Jahr | Rolle                  | Darsteller      |
| -------------------------- | ---- | ---------------------- | --------------- |
| Babette zieht in den Krieg | 1963 | Obersturmführer Schulz | Francis Blanche |